# 1893年古昌地震
1893年古昌地震于当地时间11月17日19:30左右发生；这场地震根据面波震级的烈度为6.6，根据麥加利地震烈度表的烈度则为IX级。这场地震对当时伊朗东北部的古昌县及周边区域造成了毁灭性的打击，伤亡人数估算在18,000人以上。